# Етіонамід
Етіонамід — тіоамід, похідне ізонікотинової кислоти, протитуберкульозний препарат другого ряду. Жовтий кристалічний порошок із слабким або помірним запахом сірки. Не гігроскопічний. Практично нерозчинний у воді та етері; важко розчинний в етиловому та метиловому спирті, пропіленгліколі; розчинний в ацетоні, дихлоретан; добре розчинний у піридині.

## Показання
Лікування туберкульозу (усі локалізації) у випадку непереносимості або неефективності інших протитуберкульозних препаратів, завжди у складі комплексної туберкулостатичної терапії.

## Протипоказання
Гіперчутливість до компонентів препарату, ЦД, тяжкі порушення функції травного тракту та печінки, епілепсія.